# Kolej parkowa Dampfbahnclubu Graz
Kolej parkowa Dampfbahnclubu Graz – ogólnodostępna kolej parkowa, funkcjonująca w parku Oddziału Południowego Regionalnego Szpitala w Grazu (niem. LKH Graz II Standort Süd) przy placu Wagnera-Jauregga 1. Długość torowisk wynosi 1,5 km, natomiast rozstaw szyn jest dwustandardowy i równa się odpowiednio 127 mm oraz 184 mm.

## Położenie i przebieg trasy
Długa na 1,5 km linia wąskotorowej kolejki położona jest w zachodniej części parku dawnego Regionalnego Szpitala Psychiatrycznego Zygmunta Freuda (Landesnervenklinik Sigmund Freud, dziś LKH Graz Süd-West, Standort Süd) nieopodal skrzyżowania Wagner-Jauregg-Straße z Kärntnerstraße w Grazu. Torowisko na całej swojej długości jest trójszynowe, dzięki czemu możliwa jest eksploatacja zarówno taboru przystosowanego dla rozstawu szyn równego 127 mm, jak i 184 mm. Podbudowę pod torowisko wykonano z 600 ton materiału podkładowego i 250 ton tłucznia, co pozwala na kursowanie po linii składów kolejek parkowych o znacznej masie.
Torowisko rozpoczyna się przy nastawni stacji Odörfer, składającej się z trzech torów wyposażonych w semafory świetlne, jednego toru objazdowego i miniatury dworca kolejowego, który jest najmniejszym dworcem w Austrii. Na dworcu istnieje możliwość uzupełnienia wody w zbiorniku i sprężonego powietrza w hamulcach lokomotyw. Od toru pierwszego odgałęzia się bocznica do podnośnika hydraulicznego o maksymalnym obciążeniu 1000 kg, przeznaczonego do podnoszenia lokomotyw i wagonów na wysokość niezbędną do załadowania ich na przyczepę lub lawetę ciężarówki. Za pomocą obrotnicy lokomotywę z wagonami ustawia się na torowiskach prowadzących w kierunku: kotłowni, lokomotywowni lub wieży ciśnień z bocznicami o długości około 450 m.
Za wieżą ciśnień przebiega okrężny tor o długości 1078 m w kierunku dworca lub poprzez przejazd kolejowy i łuk o promieniu 12 do 15 m na tereny parku. Używanych jest 18 sygnałów świetlnych, 8 ręcznych i 18 elektro-pneumatycznych zwrotnic.
Wzniesiony w kształcie wieży budynek nastawni uzupełnia zespół obiektów kolejowych.

## Historia
Stowarzyszenie Dampfbahnclub Ganz zostało założone 3 września 1999 r. Wcześniej członkowie-założyciele stowarzyszenia, zajmujący się głównie budową i eksploatacją rzeczywistych lokomotyw parowych, spotkali się kilka razy na comiesięcznych zebraniach koła zainteresowań. Zespół obiektów kolejki parkowej został otwarty w 2004 r., a drugi etap rozbudowy zakończono w 2007 r.

## Tabor

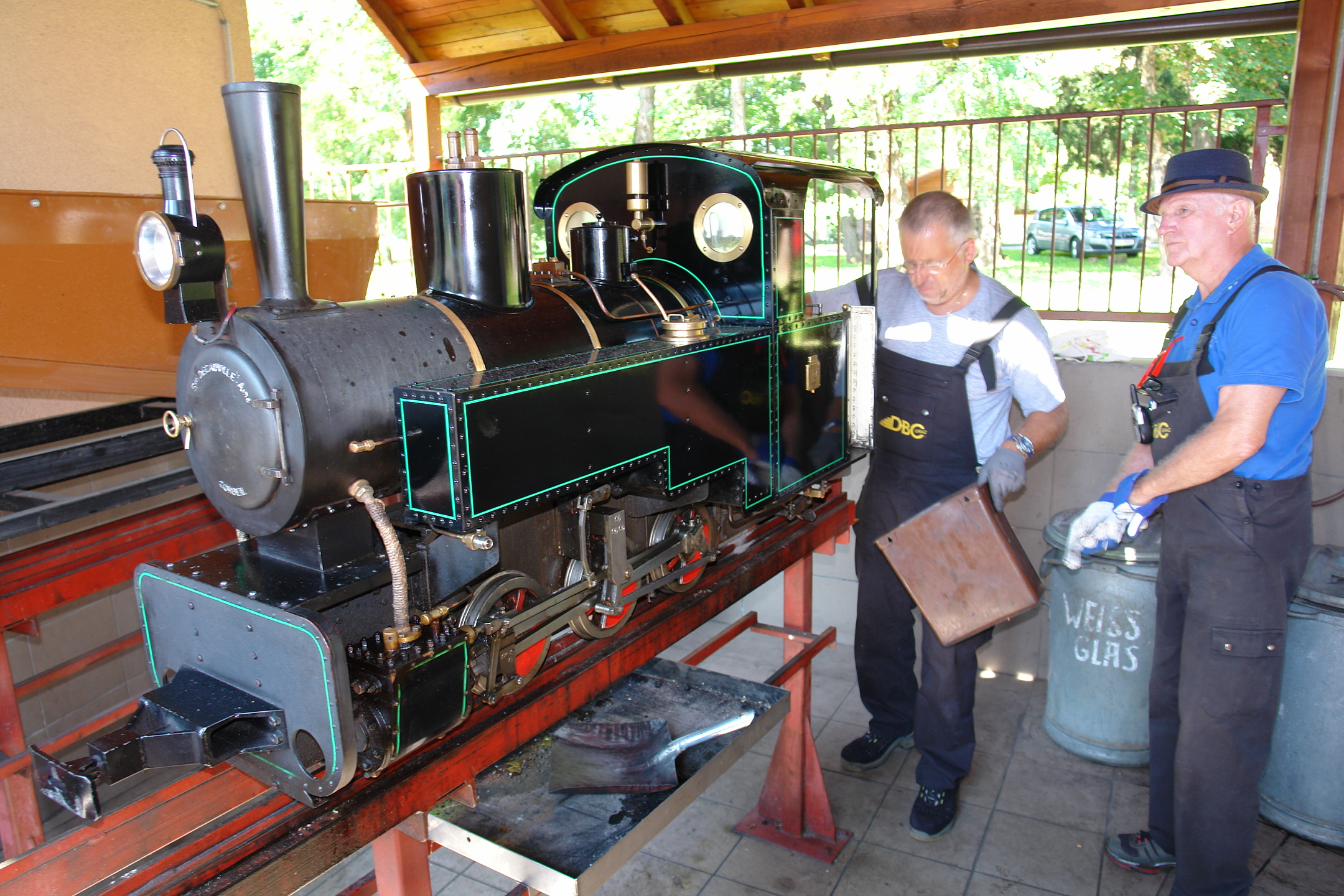
Lokomotywa Decauville w trakcie rozgrzewania

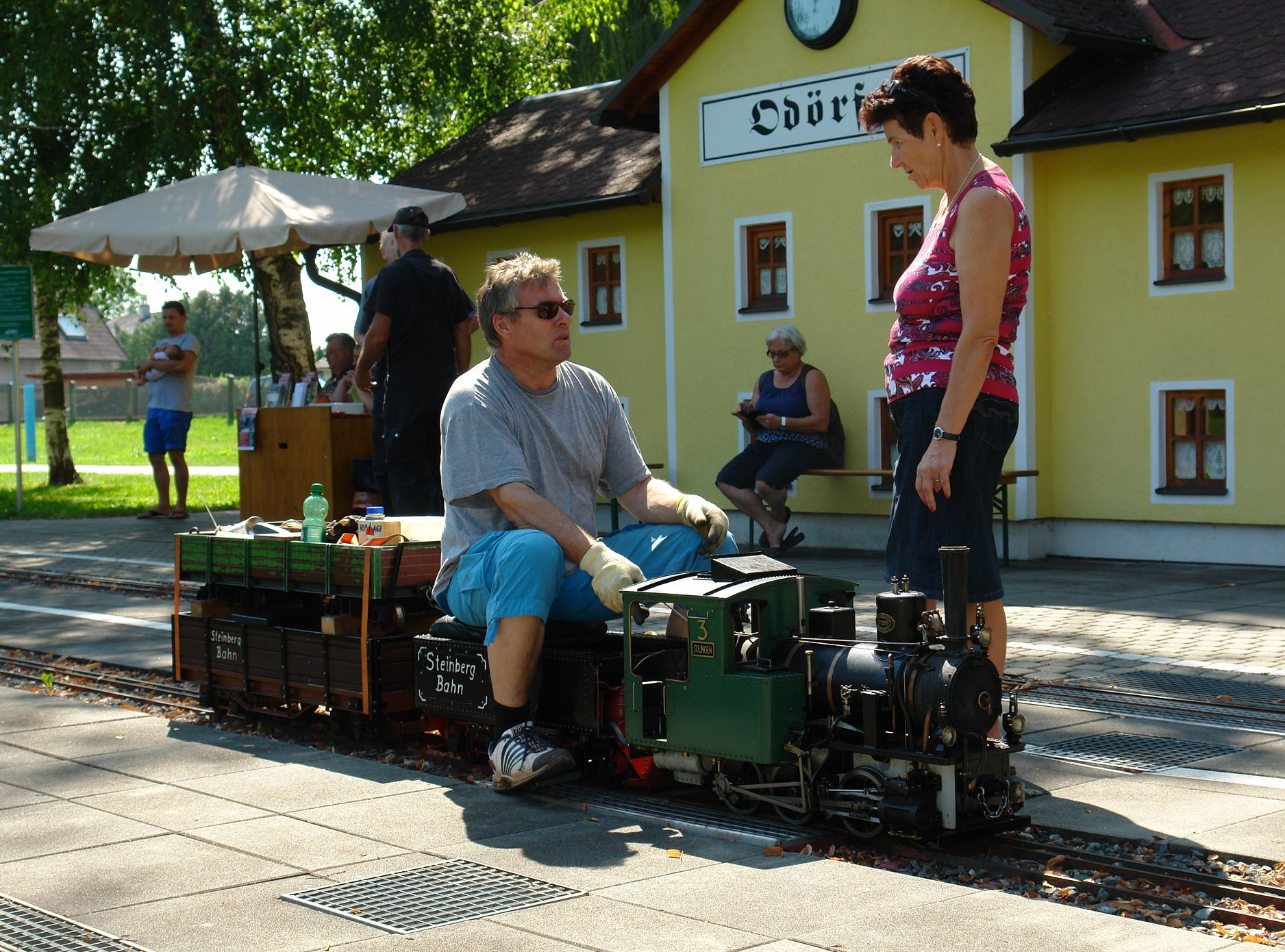
Lokomotywa Solingen (udostępniona przez odwiedzającego)

Nacisk kładziony jest na budowę i obsługę wiernie odtworzonych i sprawnych technicznie modeli historycznych lokomotyw parowych i innych pojazdów szynowych w skalach od 1:16 do 1:4. Niektóre wagony pasażerskie są nawet przystosowane do przewozu osób na wózkach inwalidzkich.
Zbudowanie pierwszej lokomotywy zajęło 4000 roboczogodzin w ciągu 8,5 miesiąca; skonstruowano wówczas trzyosiową lokomotywę parową na wzór dwuosiowej lokomotywy wąskotorowej typu Decauville 8 t (rozstaw wózków: 600 mm), która włączona została do ruchu we wrześniu 2006 r. Lokomotywę wyposażono w dwa 15-litrowe nitowane zbiorniki na wodę.

## Dni kursowania kolejki
W okresie wiosenno-jesiennym, w niektóre soboty i niedziele, przy korzystnych warunkach atmosferycznych, udostępnia się kolejkę dla odwiedzających. Także dzieci będące pod opieką dorosłych mają możliwość wzięcia udziału w przejazdach wagonami o napędzie parowym lub elektrycznym na torze o szerokości 184 mm.